# Crotalaria ibityensis
Crotalaria ibityensis là một loài thực vật có hoa trong họ Đậu. Loài này được R.Vig. & Humbert miêu tả khoa học đầu tiên.